# Phlebotomus taylori
Phlebotomus taylori är en tvåvingeart som beskrevs av Davidson 1982. Phlebotomus taylori ingår i släktet Phlebotomus och familjen fjärilsmyggor.
Artens utbredningsområde är Zimbabwe. Inga underarter finns listade i Catalogue of Life.